# Mezinárodní hudební festival Lípa Musica
Mezinárodní hudební festival Lípa Musica je hudební festival, který vznikl v roce 2000. Koná se vždy v období podzimu na Českolipsku, postupem času i mimo okres, kraj i Českou republiku. Organizují jej firma Bohemorum s.r.o. (jednatel Martin Prokeš) a občanské sdružení Arbor.

## Dramaturgie
Festival od svého počátku sází na kvalitní programovou nabídku, která přitahuje kulturně náročné posluchače a další k této náročnosti vychovává. Město Česká Lípa není jen regionálním centrem, ale i místo v Evropské unii, kde lidé navazují kulturní, obchodní a obecně lidské vztahy se širším okolím, bez ohledu na bariéru hranic.
Jedním z hlavních cílů je přínášet kvalitní hudbu do malých obcí a znovu objevovat krásu hudby provozované především v sakrálních prostorech.
Během festivalových koncertů zní hudba duchovní i světská. Organizátoři se snaží během každého ročníku nabídnout také koncerty pro dětské publikum a nezapomínají ani na příznivce hudby 20. století, jazzu a alternativních žánrů.

## Interpreti
Sólisté
Od roku 2000 navštívily festival významné osobnosti české hudby. Jen pro příklad: Petr Eben, Dagmar Pecková, Jiří Bárta, Jaroslav Tůma, Štefan Margita, Pavel Šporcl, Iva Bittová, Ondřej Havelka, Marek Eben, Radovan Lukavský, ad.
Orchestry a komorní soubory
Na festivalu také vystoupily přední orchestry a ansámbly. Např. Pražská komorní filharmonie, Severočeská filharmonie Teplice, Filharmonie Hradec Králové, Schola Gregoriana Pragensis, Musica Florea, Collegium 1704, Pavel Haas Quartet, Amarcord a mnoho dalších.

## K jednotlivým ročníkům

### Rok 2008
- Termín: 16. září 2008 až 15. listopadu 2008
- Uvedeno 13 koncertů v divadlech a kostelech: (Česká Lípa, Nový Oldřichov, Jezvé, Jablonec nad Nisou, Kravaře, Zahrádky, Jablonné v Podještědí, Nový Bor
- Účinkující z Čech, Maďarska, Německa: Pražská komorní filharmonie, Divadlo Spejbla a Hurvínka, Královéhradecký dětský sbor Jitro, Hana Blažíková, Czaba Neméth, Tomas Toth, Renáta a Igor Ardaševovi, Český filharmonický sbor Brno, Pavel Haas Quartet, Ensemble Amarcord, Melody Makers a Ondřej Havelka, Collegium 1704, Collegium Vocale 1704 a další[1]

### Rok 2009
- Termín: 14. srpen 2009 až 17. říjen 2009.
- Uvedeno 11 koncertů v divadlech a kostelech (Česká Lípa, Nový Oldřichov, Prysk, Jezvé, Jablonec nad Nisou, Kravaře, Zahrádky, Jablonné v Podještědí, Nový Bor
- Účinkující: Iva Bittová, Tiburtina Enseble, Schola Gregoriana Pragensis, Diversi enseble, M. Zvolánek, Komorní orchestr Berg, Pavel Haas Quartet, Collegium 1704, Edita Keglerová, Sdružení hlubokých žesťů České filharmonie, Marek Eben, Tomáš Thon a další [2]

### Rok 2010
- Termín: 17. září 2010 až 23. říjen 2010.
- Uvedeno 15 koncertů v divadlech a kostelech (Česká Lípa, Zahrádky, Nový Oldřichov, Kravaře, Jezvé, Železný Brod, Jablonné v Podještědí, Jablonec nad Nisou, Nový Bor)
- Účinkující: Pražská komorní filharmonie, Stadlerovo klarinetové kvarteto, Pavel Steidl, Kateryna Kolcová - Tlustá, Musica Aeterna, Sdružení hlubokých žesťů České filharmonie, Divadlo Drak, István Mátyás, Wojciech Waleczek, Schola Gregoriana Pragensis, Kühnův dětský sbor, Hana Hegerová a Skupina Petra Maláska, DOT504 Dance Company, Radek Baborák - Baborák Ensemble.

### Rok 2011
- Termín: 16. září 2011 až 15. říjen 2011.
- Uvedeno 17 koncertů v divadlech a kostelech (Česká Lípa, Zahrádky, Nový Oldřichov, Kravaře, Jezvé, Železný Brod, Jablonné v Podještědí, Jablonec nad Nisou, Nový Bor, Filipov u Rumburka, Praha, Hrádek na Nisou)
- Účinkující: Eva Urbanová a komorní orchestr Národního divadla, Stanislav Předota, Petra Matějová, Josef Pejchal, Liběna Sequardtová, Jaroslav Tůma, Drevněrusskij Raspev, Ivo Kahánek, Ensemble Inégal, Bratři Ebenové, Clarinet Factory Orchestra, Českolipský dětský sbor, Naivní divadlo Liberec, Severočeský filharmonický sbor, Ensemble Tourbillon, VENTI DIVERSI ensemble

### Rok 2012
- Byl prezentován 11. ročník v termínu 21. září až 2. listopadu 2012, 16 koncertů plus prolog na Pražském hradě, dva koncerty v Sasku - v Zittau a Großschönau.[3] Zmiňovaný prolog se uskutečnil v Rudolfově galerii na Pražském hradu, kde vystoupil Pavel Haas Quartet. Zahajovací koncert bude 21. září v Jablonci nad Nisou, kde vystoupí Pražská komorní filharmonie.
- Další koncert bude 5. října na zámku v Děčíně, kde vystoupí americký basista a loutnista Joel Frederiksen. Den poté bude druhý z koncertů v německém Waltersdorfu (součást města Grosschönau), kde vystoupí Radek Baborák a jeho ansábl.[4]
- Závěrečný koncert byl 2. listopadu v bazilice Všech svatých v někdejším českolipském klášteře. Vystoupili Český komorní orchestr a Vocal Concert Dresden.[5]

### Rok 2013
Dvanáctý ročník festivalu zahájí dvojicí koncertů v českolipské bazilice Všech svatých. Nejprve zde vystoupí 20. září Václav Hudeček, o tři dny naváže svým koncertem Iva Bittová.

### Rok 2014
Třináctý ročník začne 20. září a skončí 25. října 2014.Bude se hrát na 16 místech Libereckého a Ústeckého kraje i v příhraniční části Saska.

### Rok 2015
Byl zaznamenán rekord v počtu diváků, bylo jich přes 4 000 a rekordem byl i počet muzikantů při závěrečném koncertu v Novém Boru, na jevišti jich hrálo 160.

### Rok 2021
Jubilejní 20 ročník festivalu. Koná se ve dnech 4. září - 28. října. Mezi účinkujícími vystoupí houslista Josef Špaček (Kulturní dům Crystal v České Lípě), Pavel Haas Quartet (Zahradní dům v Teplicích a bazilika Všech svatých při augustiniánském klášteře v České Lípě), klášterní bazilika všech svatých, Schola Gregoriana Pragensis (kostel sv. Bartoloměje v Hrádku nad Nisou), Hana Blažíková a Jana Semerádová (kostel sv. Petra a Pavla v Prysku), Dekkadancers, Prague Cello Quartet (Kamenický Šenov), Ivo Kahánek (radnice v Žitavě), Jiří Suchý s Jitkou Molavcovou (Městském divadle v Novém Boru) či loutnový recitál v kostele sv. Barbory v Zahrádkách.

#### Generální partneři a spolupořadatelé festivalu
- Everesta
- Jakub
- Město Česká Lípa Archivováno 8. 6. 2020 na Wayback Machine.
- ČLT, a. s.